# Ferencz Gábor
Ferencz Gábor (Szolnok, 1954. december 1. – München, 2020. június 18.) fotóművész, modell- és aktfotós, de reprodukciók, tárgy-, reklám- és divatfotók, valamint színházi fotók is a témái.

## Élete
Nővére Ferencz Éva népdalénekes.
Dolgozott a Mezőgazdasági Kutató és Kísérleti Intézetben, majd a Rákkutató és Kórbonctani Intézetben (Semmelweis Egyetem, Budapest) és a Jahn Ferenc Kórházban. Ezután a müncheni Ludwig Maximilian Universität művészettörténeti tanszékéhez került.
A fotózást 17 évesen kezdte Zenith fényképezőgéppel. Autodidakta módon tanult, majd szakmunkásvizsgát tett. Tagja volt 1981-ig a Magyar Dolgozók Országos Művészfényképezők Egyesületének, a Budapesti Fotóklubnak, majd Németországba emigrált.
Több száz portré-, tárgy- és művészettörténeti témájú fotója megtalálható különböző napilapokban, könyvekben és egyéb  kiadványokban. Készített CD-borítókat is.
Mesterei voltak Schwanner Endre, Varró Géza és Domonkos Sándor fotóművészek.

„A modellel való viszony, a fotózás alatti hangulat, a bizalom, annak esetleges hiánya, a fel nem oldott görcsök, különösképpen az aktfotózásnál a beállítások milyensége „leplezi le” a fotográfust.”

– Ferencz Gábor

## Egyéni kiállítások
- 1979 • E-Klub, Budapest
- 1980 • Várklub, Budapest
- 1989 • Művészettörténeti Intézet, München
- 1999 • Sportuszoda, Budapest